# Lee Cattermole
Lee Barry Cattermole (født d. 21. marts 1989) er en engelsk tidligere professionel fodboldspiller, som spillede som midtbanespiller i sin karriere. Han var i løbet af sin karriere kendt for sine hårde tackleringer, og holder rekorden som spilleren med flest gule kort per kamp spillet i Premier League-historien.

## Klubkarriere

### Middlesbrough
Cattermole begyndte sin karriere hos Middlesbrough, hvor at han debuterede for førsteholdet den 2. januar 2006 i lokalopgøret imod Newcastle United. Han blev kåret som kampens spiller, og modtog stor ros fra træner Steve McClaren.
Cattermole blev den 7. maj 2006 den yngste spiller nogensinde, til at være anfører for klubben, da han ledte klubben i en kamp imod Fulham i en alder af 18 år og 47 dage.

### Wigan Athletic
Cattermole skiftede i juli 2008 til Wigan Athletic.

### Sunderland
Efter at have imponeret i sin ene sæson hos Wigan, skiftede Cattermole i august 2009 til Sunderland. Han blev med det samme etableret som en fast mand på førsteholdet, dog han spilletid blev begrænset som resultat af skader. Han blev før begyndelsen af 2010-11 sæsonen gjort til klubbens nye anfører.
Ved begyndelsen af 2013-14 sæsonen, blev John O'Shea givet anførerbåndet, og Cattermole blev også frataget sit trøjenummer 6, som blev givet til Cabral. Han blev dog givet trøjenummeret tilbage i 2014-15 sæsonen.
Cattermole fortsatte som fast mand på midtbanen for klubben over de næste sæsoner. Han var dog i 2016-17 sæsonen særlig skadesplaget, og sæsonen endte med, at Sunderland rykkede ned til Championship efter 10 år i streg i Premier League. Det blev kun værre herefter, da klubben led nedrykning for anden sæson i streg, da klubben rykkede ned i League One.
Det blev i juli 2019 annonceret, at Cattermole forlod klubben ved kontraktudløb, efter at have spillet i klubben i 10 år.

### VVV-Venlo
Cattermole skiftede i august 2019 til hollandske VVV-Venlo. Det lykkedes ham kun at spille 11 kampe for klubben, før at sæsonen blev aflyst på grund af coronaviruspandemien, og Cattermole blev fristillet af klubben som resultat.
Cattermole annoncerede i august 2020, at han gik på pension fra professionelt fodbold.

## Landsholdskarriere
Cattermole har repræsenteret England på flere ungdomsniveauer.

## Kontroverser
Cattermole blev i december 2008 givet en tre-årig bandlysning fra pubs i Stockton efter at være blevet arresteret for at lave ballede en aften i byen i november.
Cattermole og holdkammerat Nicklas Bendtner blev i december 2011 arresteret for a vandalisere parkerede biler i Newcastle upon Tyne. Sagen imod Bendtner blev droppet, men Cattermole blev fundet skyldig, og måtte betale erstatning til ejerne.